# Krunica Božjeg milosrđa
Krunica Božjeg milosrđa je rimokatolička molitva, koja se temelji na vizijama poljske redovnice sv. Faustine Kowalske (1905. – 1938., proglašena svetom 2000.)
Molitva služi za smirivanje Božjeg gnjeva i traženje milosti. Vizija se dogodila u Vilniusu 1935. godine. Devetnica je odgovor na Isusov poziv koji je uputio sv. Faustini Kowalskoj, a koji je ona zapisala u svome Dnevniku, da kroz devet dana moli krunicu Božjega milosrđa, počevši od Velikoga petka, s obećanjem da će u toj devetnici darivati dušama velike milosti (usp. Dn 796).
Prema sestri Faustini, kako je zabilježila u svom Dnevniku, svi oni koji mole ovu Krunicu dobit će veliku milost u trenutku smrti: "Tko god je bude molio doživjet će u svom smrtnom času Moje veliko Milosrđe." U njezinoj je viziji Isus Krist rekao: „Pred onim koji moli ovu Krunicu blizu smrti, neću stajati kao sudac, već kao milosrdni Spasitelj.“ Prema njezinim riječima, Isus joj je nadalje obećao: "Ovom molitvom sve možeš izmoliti kad se to za što moliš, slaže s Mojom voljom."
Krunica se moli tako da se prvo načini znak križa (U ime Oca i Sina i Duha Svetoga), izmoli Oče naš, Zdravo Marijo i Apostolsko vjerovanje. Nadalje, desetica se ponavlja pet puta, a sastoji se od molitve "Vječni Oče, prikazujem Ti Tijelo i Krv, Dušu i Božanstvo Preljubljenoga Sina Tvojega, Gospodina našega Isusa Krista, kao zadovoljštinu za grijehe naše i cijeloga svijeta." (latinski: "Pater aeterne, activro tibi Corpus et Sanguine, animam i divinitatem dilectissimi Filii Tui, Domini nostri, Iesu Christi, in propitiatione pro peccatis nostris et totius mundi") i deset puta ponovljene rečenice: "Po Njegovoj pregorkoj Muci, Budi milosrdan nama i cijelome svijetu." (latinski: "Pro dolorosa Eius pass, miserere nobis et totius mundi."). Krunica zatim završava grčkom molitvom trisagion, koja se sastoji od tri ponavljanja: "Sveti Bože, Sveti Jaki Bože, Sveti Besmrtni Bože, smiluj se nama i cijelome svijetu." (latinski: "Sanctus Deus, Sanctus Fortis, Sanctus Immortalis, miserere nobis et totius mundi.“) Zaključna molitva glasi: "O Krvi i Vodo što potekoste iz Srca Isusova kao izvor milosrđa za nas, uzdam se u tebe! Marijo, Majko milosrđa, moli za nas! Isuse, uzdam se u tebe! (3x) Smiluj se nama i cijelomu svijetu, Gospodine". Na kraju dođu zazivi Božjem milosrđu. 
Molitvu je formalno odobrio papa Ivan Pavao II. 2001. i brzo je stekla veliku popularnost među katoličkim vjernicima. Navedeni tekst molitava odobrila je i Hrvatska biskupska konferencija na izvanrednom zasjedanju 27. siječnja 2014. (Imprimatur, HBK, 29. siječnja 2014.; br. 79/2014.) prema prijedlogu Koordinacije zajednica, pokreta i udruga štovatelja Božjega milosrđa.
Dio je Devetnice Božjeg milosrđa, koja se naročito moli prije Svetkovine Božjega milosrđa, koja je na Bijelu nedjelju nakon Uskrsa. Obično se moli u 15h, koji je sat milosrđa.

## Vanjske poveznice
|  | Wikizvor ima izvorni tekst Molitve za štovanje Božjega milosrđa |

|  | Wikizvor ima izvorni tekst Zazivi Božjemu milosrđu |